# ۱۱۷۱ (میلادی)
۱۱۷۱ (میلادی) هزار و صد و هفتاد و یکمین سال تقویم میلادی است.

## درگذشتگان
‎